# انتخابات الرئاسة الفنلندية 2012
جرت انتخابات رئاسية في فنلندا في يناير وفبراير من عام 2012. أُقيمت الجولة الأولى في يوم 22 يناير مع تصويت مسبق في 11-17 يناير، وأُجريت الجولة الثانية في 5 فبراير مع تصويت مسبق في 25-31 يناير. تبدأ مدة ولاية المرشح المنتخب في 1 مارس عام 2012، وتستمر حتى عام 2018. لم تكن الرئيسة المنتهية ولايتها تاريا هالونن مؤهلة لاعادة انتخابها، بعد أن شغلت المنصب لفترتين وهو الحد أقصى لذلك.
سمـّت كل الأحزاب الثمانية الممثلة في مجلس الإدوسكونتا مرشحاً خلال النصف الأخير من عام 2011. لم ينل أي مرشح أغلبية الأصوات في الجولة الأولى، وقد تصدرها ساولي نينيستو من حزب الائتلاف الوطني بـ37.0% من الأصوات، في حين حصل منافسه بيكا هافيستو من حزب الرابطة الخضراء على 18.8٪ من الأصوات، في نظام من جولتين. تصدر نينيستو استطلاعات الرأي قبل الانتخابات، في حين تنافس هافيستو بشدة مع بافو فاورونن من حزب الوسط على المركز الثاني، وتفوق فاورونن في نهاية المطاف بفارق 1.3 نقطة مئوية (حوالي 37000 صوتا).
سجلت الانتخابات نهاية لحقبة من الرؤساء الديموقراطيين الاشتركيين. كان الحزب الاشتراكي الديمقراطي قد تولى المنصب لفترة متواصلة من 30 عاماً. كما أنها المرة الأولى التي يصل فيها مرشح من الرابطة الخضراء إلى جولة الاقتراع النهائية.
فاز ساولي نينيستو في الجولة الثانية بـ62،6٪ من الأصوات (1.8 مليون صوت)، في حين نال بيكا هافيستو 37.4٪ من الأصوات (1.1 مليون صوت).